# Baccaurea minor
Baccaurea minor är en emblikaväxtart som beskrevs av Joseph Dalton Hooker. Baccaurea minor ingår i släktet Baccaurea och familjen emblikaväxter. Inga underarter finns listade i Catalogue of Life.